# Родники (Волгоградська область)
Родники (рос. Родники) — хутір у Дубовському районі Волгоградської області Російської Федерації.
Населення становить 156 осіб. Входить до складу муніципального утворення Стрельношироковське сільське поселення.

## Історія
Хутір розташований у межах українського історичного та культурного регіону Жовтий Клин.
Згідно із законом від 14 березня 2005 року № 1026-ОД органом місцевого самоврядування є Стрельношироковське сільське поселення.

## Населення
| 2010 |
| ---- |
| 156  |